# Ulota angustissima
Ulota angustissima är en bladmossart som beskrevs av C. Müller 1897. Ulota angustissima ingår i släktet ulotor, och familjen Orthotrichaceae. Inga underarter finns listade i Catalogue of Life.